# Primadonna
A primadonna az operett elengedhetetlen figurája, az opera műfajában a XIX. századi olasz dalművekkel bezárólag szintén vezető szereplő. Jelentése olaszul „első hölgy”, az a vezető énekesnő a társulatban, akire a főszerepeket osztják. A primadonna hangfaja általában, de nem kizárólagosan szoprán. Párja majdnem mindig az első tenor énekes. A primadonnák gyakran erős személyiségek, amelynek következtében az eredeti operai szóhasználat leértékelődött, és a köznapi nyelvben az önző, szeszélyes, önimádó, szerepelni vágyó, magának megkülönböztetett bánásmódot követelő és hisztérikus személyiség jelzője lett.